# ألكسندر جيوردانو
ألكسندر جيوردانو (من مواليد 26 يونيو 1973 في ساو باولو) هو رجل أعمال وسياسي برازيلي منتسب إلى الحزب الاجتماعي الليبرالي. يشغل حاليًا منصب عضو مجلس الشيوخ عن ولاية ساو باولو.

## الحياة السياسية
انتخب في عام 2018 كبديل أول للسيناتور في تذكرة الرائد أوليمبيو وماركوس بونتيس. بعد وفاة أوليمبيو، أدى اليمين في 31 مارس 2021. قبل عضويته في الحزب الاجتماعي الليبرالي، كان جيوردانو عضوًا في حزب الخضر والحزب الديمقراطي الاجتماعي البرازيلي.
تمت الإشارة إلى جيوردانو على أنه المفتاح الرئيسي للاتفاقية المبرمة بين البرازيل وباراغواي لبيع الطاقة الباراغوية المتجاوزة من سد إيتايبو إلى شركة ليروس. كادت هذه الأزمة أن تؤدي إلى إجراءات عزل ضد رئيس باراغواي ماريو عبدو بينيتيز.